# Роди Гарганико
Ро̀ди Гарга̀нико (на италиански: Rodi Garganico, на местен диалект Roude, Роуде) е малко градче и община в Южна Италия, провинция Фоджа, регион Пулия. Разположено е на 42 m надморска височина. Населението на общината е 3741 души (към 2012 г.).